# Fellowship
Fellowship je четврти албум певачице и композитора Лиз Рајт, издат 2010. године.